# Riederwaard

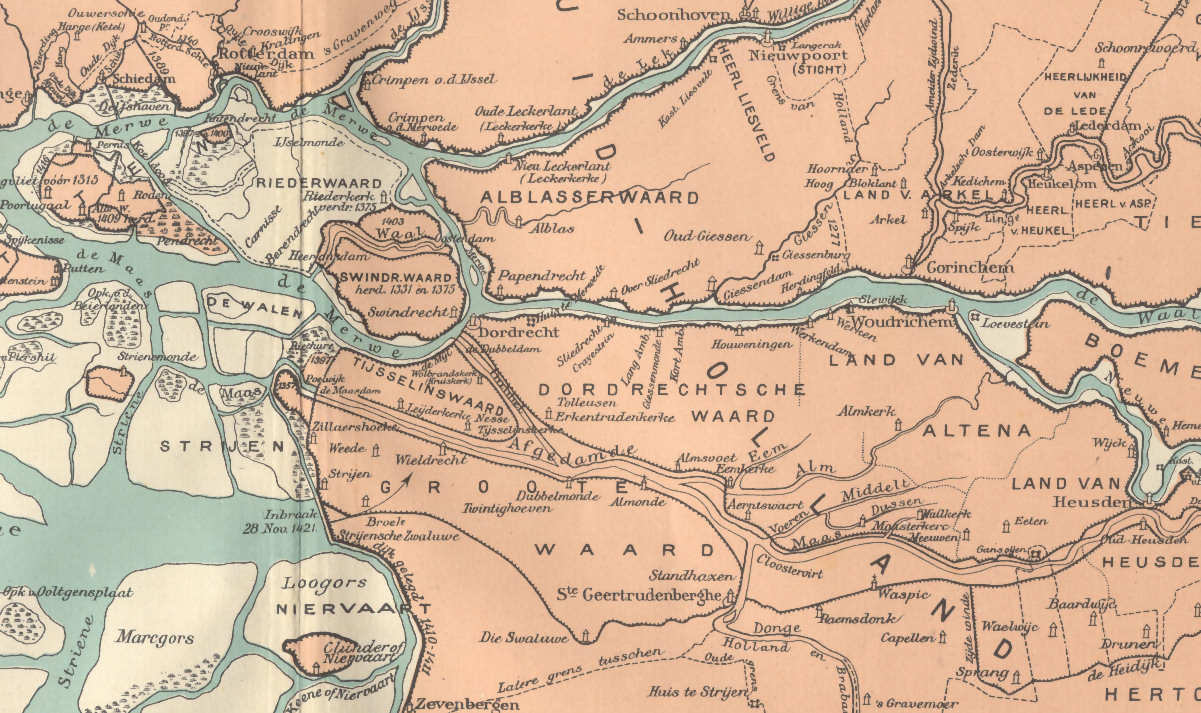
Land en water rond Dordrecht in 1421 met Riederwaard als verdronken land.

De Riederwaard was in de middeleeuwen een met Putten verbonden gebied tussen de tegenwoordige Nieuwe Maas en een Waalarm ten zuiden van Ridderkerk.
In de oorspronkelijke Riederwaard lagen de ambachten IJsselmonde, Barendrecht, Carnisse en Pendrecht.
De waard grensde in het noorden aan de Lek (tegenwoordig hier de Nieuwe Maas genoemd) en in het zuiden aan de Waal die de Reiderwaard scheidde van de Zwijndrechtse Waard. In het westen grensde de waard aan het baljuwschap Putten en in het oosten was het door een kleine kil ("de donkere sloot") gescheiden van de Alblasserwaard. In de Middeleeuwen, vóór 1028, is de Noord (toentertijd Merwe of Merwede genoemd) ontstaan als verbinding tussen de Waal en de Lek en werd dit de oostgrens van de Riederwaard.
Na de overstromingen van december 1287 en januari 1288 besliste graaf Floris V dat de Noldijk, een van de dijken rond de Riederwaard, hersteld moest worden. Hij stelde voor de Riederwaard een heemraadschap in. Alle ambachten in de Riederwaard moesten meebetalen als ergens de dijk doorbrak.
In 1330 werden de grondbezitters door graaf Willem III vrijgesteld van het betalen van belasting, dat geld moest door hen gebruikt worden voor het herstel en onderhoud van de dijk.
De Riederwaard is vooral tussen 1372 en 1376 zwaar getroffen door overstromingen. Als gevolg van extreme Rijnafvoeren, is de dijk van de Riederwaard rond 22 februari 1372 doorgebroken. Op 2 februari 1373 gebeurde dit opnieuw (waarschijnlijk door grote rivierafvoeren). Als gevolg van een stormvloed werd de Riederwaard op 9 februari 1374 weer getroffen, een jaar later, op 10 februari 1375, is het voor de vierde keer gebeurd, de stormvloed van 1375 trof heel Nederland, en daarmee ook de Riederwaard. Graaf Albrecht van Holland gaf in 1403 octrooi voor de herbedijking van de verdronken waard. De nieuwe bedijking werd aanzienlijk kleiner; alleen Ridderkerk behoorde tot de nieuwe Riederwaard. Pas tachtig jaar later werden ook Barendrecht en Carnisse drooggelegd.
Als naamgever van de Riederwaard wordt beschouwd Theodericus de Riede. Deze werd op 18 februari 1264 beleend met het derde deel van de tienden in Barendrecht in zijn ambacht en doet afstand van zijn rechten op de goederen. Zijn zoon, Dirk van Riede, volgt hem op.